# Jacek Bartmiński
Jacek Bartmiński (ur. 9 lipca 1968 w Lublinie) – polski urzędnik państwowy, menedżer i prawnik, w latach 2023–2024 podsekretarz stanu w Ministerstwie Aktywów Państwowych.

## Życiorys
Syn językoznawcy Jerzego i Izabeli. Ukończył historię sztuki na Katolickim Uniwersytecie Lubelskim (1993) i prawo na Uniwersytecie Marii Curie-Skłodowskiej (2004), zaś w 1998 został absolwentem Krajowej Szkoły Administracji Publicznej (promocja Pro Republica Emendanda). Kształcił się podyplomowo w zakresie rachunkowości i finansów przedsiębiorstw na Akademii Leona Koźmińskiego w Warszawie (2011), uzyskał licencję doradcy restrukturyzacyjnego. Absolwent kursów z zarządzania i aplikacji kontrolerskiej, zdał egzamin dla członków rad nadzorczych spółek Skarbu Państwa.
Został urzędnikiem służby cywilnej: pracował kolejno w Generalnej Inspekcji Celnej (1993–1998), jako doradca Ministra Finansów (1998–2001) i wicedyrektor Departamentu Gospodarki, Skarbu Państwa i Prywatyzacji w Najwyższej Izbie Kontroli (2004–2006). W 2006 był cywilnym zastępcą ds. logistyki w Komendzie Głównej Policji, kierował też Departamentem Doskonalenia Regulacji Gospodarczych w Ministerstwie Gospodarki. Zajmował stanowiska kierownicze w spółkach państwowych, w tym jako dyrektor w grupach kapitałowych Orlen i PLL LOT. Praktykował jako doradca restrukturyzacyjny, był likwidatorem Centralwings i Stoczni Szczecińskiej Nowej. Został członkiem rad nadzorczych m.in. Amiki i Korporacji Ubezpieczeń Kredytów Eksportowych, kierował też departamentami w PLL LOT i w Polimex-Mostostal oraz doradzał w projekcie Centrum Analiz Społeczno-Ekonomicznych. Później zajął się działalnością na własny rachunek.
W 2018 kandydował do rady miejskiej Warszawy z ramienia Bezpartyjnych Samorządowców. Wstąpił do Polski 2050, wszedł w skład zarządu regionu w Warszawie. 21 grudnia 2023 został powołany na stanowisko podsekretarza stanu w Ministerstwie Aktywów Państwowych. 29 listopada 2024 odwołany z tej funkcji.
Żonaty z Anną Marią, ma troje dzieci.